# Гринсборо (Пенсилванија)
Гринсборо (енгл. Greensboro) град је у америчкој савезној држави Пенсилванија.

## Демографија
По попису из 2010. године број становника је 260, што је 35 (-11,9%) становника мање него 2000. године.
| Група             | 2000.       | 2010.       |
| Белци             | 286 (96,9%) | 246 (94,6%) |
| Афроамериканци    | 0 (0,0%)    | 4 (1,5%)    |
| Азијати           | 2 (0,7%)    | 0 (0,0%)    |
| Хиспаноамериканци | 5 (1,7%)    | 3 (1,2%)    |
| Укупно            | 295         | 260         |